# James Warren Taylor
 (décembre 2024).
Pour les articles homonymes, voir Taylor.
James Warren Taylor, dit J.T., né le 16 août 1953 à Laurens (Caroline du Sud), est un chanteur américain devenu célèbre en tant que chanteur du groupe Kool and the Gang. Il rejoint le groupe en 1979 et y reste dans le groupe pendant neuf ans. La période durant laquelle il est chanteur principal est considérée comme la plus réussie de l'histoire du groupe, avec la sortie des albums Ladies' Night (1979), Celebrate! (1980) et Emergency (1984) et de singles à succès, tels que Ladies' Night, Celebration, Get Down on It, Joanna, Misled et Cherish et Fresh.
Taylor quitte le groupe en 1989 pour commencer une carrière solo, mais le rejoint à plusieurs reprises pour des concerts, enregistrant également un dernier album avec eux en 1996.

## Biographie

### Jeunesse et débuts musicaux
James Warren Taylor naît le 16 août 1953 à Laurens, en Caroline du Sud, et grandit à Hackensack, dans le New Jersey. Avant de devenir célèbre, il est professeur et chanteur dans une boîte de nuit, après avoir rejoint un groupe à l'âge de 13 ans. En 1978, il joue avec Milton Galfas, Christopher Galfas et Eleton Johns dans Full Force. Il quitte le groupe lorsque Christopher Galfas l'amène au studio House of Music de son frère passer des auditions pour intégrer Kool and the Gang.

### Kool and the Gang
James Taylor rejoint Kool and the Gang en 1979 après que le groupe a auditionné pour se doter d'un chanteur principal. Les membres du groupe notent que son chant ajoute plus de chaleur aux chansons, en particulier aux ballades, que le groupe a évitées jusque là car personne ne pouvait les chanter correctement. James Taylor rappelle également une certaine résistance de la part de certains membres et du groupe de chanteuses qu'ils avaient utilisés sur The Force et Everybody's Dancin'. En 1979, le groupe enregistre et sort Ladies' Night, qui devient leur album le plus réussi depuis leur formation, aidé par les singles "Too Hot" et "Ladies' Night", qui se classent n°5 et n°8 du Billboard Hot. 100 graphiques, respectivement. En janvier 1980, Ladies' Night a été certifié platine par la RIAA pour avoir vendu un million d'exemplaires aux États-Unis.
En septembre 1980, le groupe sort l'album Celebrate! C'est devenu un plus grand succès commercial que Ladies' Night ; le premier single "Celebration" reste le seul single du groupe à atteindre la première place du classement des singles Billboard Hot 100. La chanson est issue des paroles « Allez, célébrons tous » de « Ladies' Night » qui ont inspiré Robert Bell à écrire une chanson qu'il a décrite comme « un hymne international ». un bus de tournée après avoir assisté aux American Music Awards. La chanson a été utilisée dans la couverture médiatique nationale des World Series 1980, du Super Bowl 1981, des finales NBA 1981 et du retour des otages iraniens en 1981.
Après la sortie de Something Special (1981), qui poursuit le niveau de succès des deux albums précédents, le groupe enregistre As One (1982), leur quatrième et dernier album avec le producteur Eumir Deodato. Ce dernier a eu du mal à obtenir la certification disque d'or aux États-Unis, ce qui a conduit le groupe à décider de mettre fin à son mandat avec Deodato car ils en avaient assez de la direction qu'ils avaient adoptée. Ils décident alors de produire eux-mêmes leur prochain album, In the Heart (1983), avec Jim Bonnefond comme coproducteur. L'album contenait le top cinq des États-Unis "Joanna". La chanson a été déclarée chanson pop la plus jouée en 1984 par Broadcast Music International. Bonnefond reste avec le groupe pour Emergency (1984), qui reste leur album le plus vendu avec plus de deux millions d'exemplaires vendus aux États-Unis. Il a engendré quatre top 20 des singles américains, dont "Emergency", "Cherish", "Fresh" et "Misled". Cet exploit a fait de Kool and the Gang le seul groupe à avoir quatre top 20 des singles d'un seul album en 1985.
En juin 1984, Kool and the Gang a pris congé de l'enregistrement d'Emergency pour se produire au stade de Wembley dans le cadre d'un concert d'été à guichets fermés organisé par Elton John. En novembre de la même année, lors d'une visite aux bureaux de Phonogram à Londres, Bob Geldof arrive pour présenter son idée du single caritatif multi-artistes "Do They Know It's Christmas?" à l'étiquette. Kool and the Gang a participé au projet.
Le dix-septième album du groupe, Forever, est sorti en novembre 1986. L'album comprenait deux singles à succès sur le palmarès Billboard Hot 100 : "Victory" (US #10, R&B #2) et "Stone Love" (US #10, R&B # 4). Deux autres singles, "Holiday" et "Special Way" sont également sortis de l'album ; le premier a atteint le top dix du classement R&B, le second a atteint la 6e place du classement Adult Contemporary. En 1986, le groupe avait inscrit 14 des 40 meilleurs singles aux États-Unis depuis 1980, soit plus que Michael Jackson. En juillet 1986, le groupe a enregistré une version spéciale de "Celebration" avec des voix différentes qui a été utilisée dans une publicité pour Wendy's.
En 1987, le groupe effectue une tournée de 50 villes aux États-Unis. La tournée comprenait le groupe établissant son propre programme de service public, conçu par Robert Bell et Taylor, qui encourageait les écoliers à poursuivre leurs études, en donnant des billets gratuits à ceux qui suivaient parfaitement. Le groupe a répété son spectacle avec un chorégraphe au studio Prince à Paisley Park. Au début de la tournée, le groupe a cessé de produire des publicités avec la bière Schlitz en raison de sa nouvelle image auprès des enfants et du sentiment qu'elle avait suivi son cours. 
Après Kool and the Gang
Après la tournée, Taylor quitte Kool and the Gang pour poursuivre une carrière solo, mais revient brièvement en 1996 pour l'album State of Affairs. Il a également retrouvé le groupe à quelques reprises lors de concerts live.
En 2024, Taylor est sélectionné pour être intronisé au Rock and Roll Hall of Fame, en tant que membre de Kool and the Gang.